# Торлук, Гавриил Лопсанович
Торлук Гавриил Лопсанович (11 февраля 1933—1978) — живописец, оформитель, член Союза художников СССР.

## Биография
Торлук Гавриил Лопсанович родился 11 февраля 1933 года в посёлке Тоора-Хем. После окончания начальной школы Гавриила Торлука отправили учиться в столицу. Знакомство с  Сергеем Кончуковичем Ланзы сыграло свою роль при выборе профессии. После службы в армии, в 1958 году, Гавриил Торлук поступает в Иркутсткое художественное училище. Окончив училище, Гавриил Лопсанович Торлук серьёзно начал работать в тувинских художественно-производственных мастерских. Через два года он избран главным художником города Кызыла. Наравне с оформительской работой зданий, улиц города, он пишет картины, участвует на республиканских, краевых, зональных выставках. Он достиг значительных успехов в области портрета, исторической и жанровой живописи с очень своеобразным декоративным уклоном. За свои произведения художник не единожды награждается почётными грамотами.

## Творчество
Учёба в Иркутском художественном училище не только обогатила Г. Торлука знаниями, профессиональными умениями, но и поддержала, развила собственное художественное видение. Стиль Торлука легко узнаваем, потому как никто из художников так не ощущал цветовую ритмику народного тувинского искусства, как он. Плоскостное видение образа придают творениям мастера большую красочность, броскость. Он часто побывал в Тоджу. Здесь у него с лёгкостью пишутся пейзажи, портреты, среди которых всем известны «Портрет оленевода», «На стойбище», «Отдых после работы». А в картине «На новое место» можно рассмотреть не только этнографические особенности тоджинских кочевий, но и красочность природы, яркое полотно тувинской земли. Искренним, восторженным являются исторические картины «Клятва бойцов», «Штурм зимнего». «Клятва бойцов» — эта первая картина, поступившая на хранение в Республиканский музей. Её тогда высоко оценили современники. «Портрет народного резчика Монгуша Черзи» признана лучшей работой на Республиканском конкурсе произведений литературы, искусства исполнительского мастерства в 1970 г., после этого Г. Торлука приняли в члены Союза художников СССР. К тому времени он работал главным художником в Тувинском музыкально-драматическом театре. Придумывал декорации, костюмы к самым разным спектаклям, советским, зарубежным, историческим. За оформление спектакля «На берегу Невы» В. Тренева награждён Дипломом I степени на Всероссийском фестивале спектаклей драматических и детских театров, посвященном 100-летию В. И. Ленина. Его часто избирали на руководящие должности (был депутатом городского Совета г. Кызыла. Основное наследие Г. Торлука, сохранившееся в Национальном музее РТ, составляют портреты, этюды, наброски, зарисовки неизвестных карандашом, тушью.
Внезапно его не стало в 1978 году. Всего 15 лет работы в искусстве, но вклад его в художественное наследие Тувы неоценим.

## Основные выставки
1. Республиканская выставка графических работ художников Тувы 1966 г., г. Кызыл.
2. Тувинская республиканская выставка работ художников и мастеров прикладного искусства. Посвящается 50-летию Великого Октября 1967 г., г. Кызыл.
3. Республиканская выставка работ художников и мастеров прикладного искусства, посвящённая 50-летию Ленинского комсомола 1968 г., г. Кызыл.
4. Выставка произведений художников Тувинской АССР 1969 г., г. Кызыл.
5. Республиканская выставка, посвящённая 25-летию Советской Тувы 1970 г., г. Кызыл.
6. Тувинская республиканская художественная выставка, посвящённая 100-летию со дня рождения В. И. Ленина 1970 г., г. Кызыл.
7. Выставка произведений художников автономных республик РСФСР 1971 г., г. Москва.
8. Тувинская республиканская художественная выставка. Посвящённая 50-летию победы народной революции в Туве 1971 г., г. Кызыл.
9. Республиканская художественная выставка, посвящённая 40-летию Великой Победы 1985 г., г. Кызыл.

## Основные произведения[4]
- Вечер на пастбище. Х., м.70х140.
- Кол-оленеводка. К., м. 66х49.
- Летний день (этюд). К., м. 37х66.
- Моген-Бурен (этюд). Бум. авк. 46х64.
- На границе. Х., м. 65х90.
- На новое место (этюд). Б., гуашь. 49х65.
- Отдых после работы. Х., м. 145х100.
- Портрет жены. К., т. 50х35.
- Портрет почётного гражданина г. Кызыла генерал-майора авиации В. Г. Шпагина. Бум., акв. 54х46.
- Портрет сына. К., м. 40х50.
- Портрет художника. К., м. 89х100.
- Старуха. 1970 г. К., м. 70х48.

Театрально-декорационная живопись:
- Эскиз костюмов к спектаклю В. Кок-оола «Хайыыран бот». Б. акв. 25х75. 1969 г.

## Награды и звания
- Диплом I степени на Всероссийском фестивале спектаклей драматических и детских театров, посвященном 100-летию В. И. Ленина (1970)
- Член Союза художников СССР(1971)